# Christophe Cognet
Pour les articles homonymes, voir Coignet.
Christophe Cognet est un réalisateur et documentariste français, né à Marseille le 31 décembre 1966.
Après des études de cinéma à l'université Sorbonne-Nouvelle, Christophe Cognet s’oriente vers le cinéma et réalise des films proches de l’essai documentaire qui posent des réflexions sur le mécanisme de la création, ou sur le travail de la mémoire.

## Le mécanisme de la création
Ce travail sur le mécanisme de la création est au centre de son film L'Affaire Dominici par Orson Welles. Le point de départ en est un film du cinéaste américain commandé par la télévision et resté inachevé que "Christophe Cognet a entièrement restauré et monté, selon les indications laissées par Welles" avant sa mort. Christophe Cognet s’est employé à exhumer et à reconstruire cette matière filmique afin de "mettre celle-ci en perspective à la fois dans la carrière de Welles et dans les annales criminelles françaises du temps". Ce film en forme d'enquête est une réflexion sur le cinéma et la télévision chez Orson Welles, ainsi que sur le processus de montage. "Christophe Cognet a retrouvé Jacques Chapus et le chef opérateur Alain Pol, et il les fait parler avec chaleur de leur collaboration avec le cinéaste américain et de ses méthodes de travail, en même temps qu'il justifie l'état d'inachèvement du document qui suit".
Les films de Christophe Cognet que sont La Planète perdue, La Mer en colimaçon, qui est une analyse en images de Et vogue le navire… du cinéaste italien Federico Fellini, ou Les Sentiers de Fred Vargas  interrogent les mécanismes d'écriture".

## La puissance des images
Depuis 1993, Christophe Cognet effectue des recherches sur les artistes peintres déportés dans les camps nazis. En 2004, avec L’Atelier de Boris, le cinéaste recueille au fil des mois le témoignage du peintre français Boris Taslitzky, résistant et déporté.
Puis en 2006, avec Quand nos yeux sont fermés, il compose une réflexion filmique sur la création aux limites de l’expérience humaine, autour des dessins réalisées clandestinement au camp de Buchenwald par des artistes déportés, une réflexion qui s’est accompagnée de la publication d’articles, d’ouvrages et de conférences sur ce sujet.
En mars 2014, son film long-métrage Parce que j'étais peintre, écrit avec Jean Breschand et Pierre-François Moreau, sort en salles. "Il aura fallu dix ans à Christophe Cognet, à qui le cinéma fut révélé par Nuit et Brouillard d'Alain Resnais, pour réaliser Parce que j'étais peintre. Dix années d'un travail ardu et ardent pour livrer ce témoignage exceptionnel sur un art façonné dans l'enceinte aveugle des camps nazis". "Le cinéaste cherche à situer les récits dans leur entièreté, à saisir le contexte dans lequel Yehuda Bacon, José Fosty, Walter Spitzer et tous les autres, ont peint pendant leur captivité, ou bien des années plus tard. Loin de toute naïveté devant la confrontation du beau à l’horreur, le film fait acte, en lui-même, d’une forme de résistance face à la facilité par un travail cinématographique ténu et nécessaire, tout en sobriété."
Son  film Les Anneaux du Serpent diffusé sur la chaîne Arte est un essai cinématographique. Le film éprouve le monde de la surveillance, surtout nocturne, vu du côté des agents de sécurité. Il épouse le point de vue de ce nouveau lumpenprolétariat que constituent ces gens qui surveillent en permanence l’espace social. Ce film a été écrit à partir de messages d’un forum de discussions sur Internet, où des agents de sécurité échangent entre eux et discutent de leurs soucis. Les personnages sont de vrais agents de sécurité qui interprètent leurs propres rôles sur leurs lieux de travail. C'est pour cette raison que Les Anneaux du Serpent est présenté comme un film à mi-chemin entre la fiction et le documentaire. La construction du récit chemine en spirale vers un point central, d’où l’image du titre Les Anneaux du Serpent, un serpent qui serait finalement à l’affût de lui-même. C’est une façon d’éprouver les sociétés de contrôle : au bout de leur logique, il ne reste que des individus seuls face à des machines et des écrans de contrôle qui se surveillent les uns les autres. C’est en cela que l’univers virtuel d’Internet contamine le monde réel, puisque la surveillance s’exerce aussi via les réseaux de communication qui envoient leurs images et leurs données à distance.

## Filmographie

### Réalisateur
- 1994 : La Voix des génies, coréalisé avec Stéphane Jourdain, 52 min, film documentaire, La Huit Production, Cité TV, TNB.
- 1997 : Gongonbill, de l'autre côté de la colline, coréalisé avec Stéphane Jourdain, 63 min, film documentaire, La Huit Production.
- 1998 : La Mer en colimaçon, 58 min, film documentaire, La Huit Production, CNDP.
- 2000 : L'Affaire Dominici par Orson Welles, 52 min, film documentaire, La Huit Production, Gray Film Sipirs, Euro-London-Film.
- 2001 : Les Sentiers de Fred Vargas, 27 min, film documentaire, La Huit Production.
- 2002 : La Planète perdue, 51 min, film documentaire, production La Huit Production, Republic Pictures.
- 2003 : Promesses d'un rivage, 53 min, film documentaire, La Huit Production.
- 2004 : L'Atelier de Boris, 96 min, film documentaire, Corto-Pacific, 24 Images.
- 2006 : Quand nos yeux sont fermés, 55 min, film documentaire, La Huit Production, Tigon Films Distributors LTD diffusions.
- 2008 : Les Anneaux du serpent, 45 min, essai documentaire, production Tarmak Films.
- 2013 : Parce que j'étais peintre, l'art rescapé des camps nazis, 104 min, film documentaire, La Huit Production, coproduction franco-allemande, diffusé par Jour2fête, film écrit par Christophe Cognet, Jean Breschand et Pierre-François Moreau.
- 2021 : À pas aveugles

## Publications
- La mer en colimaçon avec F. Costa, éditions CNDP, Paris, 1997, 116 p.
- L'art clandestin à Buchenwald, in Résister à Buchenwald, ouvrage collectif, éditions Tirésisas, Paris, 2006, 144 p.  (ISBN 2-915293-37-6)
- Boris Taslitzky, dessins faits à Buchenwald, direction d’ouvrage avec E. Taslitzky, Adam Biro éditeur, Paris, 2009, 256 p., préface de Jorge Semprún avec des contributions de Christophe Cognet, Lionel Richard et Annette Wieviorka,  (ISBN 978-2351190548)
- Éclats : prises de vue clandestines des camps nazis, avant propos d'Annette Wieviorka, Seuil, Paris, 2019

## Nominations
- Sélectionné au festival FIPA 1997, au Bilan du film ethnographique de 1993[16], Cinéma du Réel 1997, États généraux du film documentaire 1997, Écrans documentaires 1997, Gongonbill, de l'autre côté de la colline, coréalisé avec Stéphane Jourdain, 63 min, film documentaire.
- Sélectionné au festival international du film La Rochelle 2000, FID 2004, Rencontres de la cinémathèque de Munich 2002, festival du film de Montréal 2003, Mostra de Venise 2000, International film festival de Sao Paolo 2002, festival international du cinéma de Copenhague 2002, L'Affaire Dominici par Orson Welles, 52 min, film documentaire.
- Sélectionné au festival international du film d’Amiens 2003, La Planète perdue, 51 min, film documentaire.
- Sélectionné au FIPA 2004, Écrans du réel 2006, L'Atelier de Boris, 96 min, film documentaire.
- Sélectionné au Festival dei Popoli (Florence) 2008, Les Anneaux du serpent, 45 min, essai documentaire.
- Sélectionné au Festival international de Rome (Italie) 2014, Parce que j'étais peintre, art rescapé des camps nazis.
- Grand Prix des Escales documentaires de La Rochelle 2014, France, Parce que j'étais peintre, art rescapé des camps nazis[17].